# BEA Systems
BEA Systems was een Amerikaans bedrijf dat zich specialiseerde in software voor de infrastructuur van applicaties. In april 2008 werd het bedrijf overgenomen door Oracle Corporation.
De drie producten van BEA zijn WebLogic, AquaLogic en Tuxedo.
De naam BEA wordt gevormd door de eerste letters van de voornamen van de oprichters van het bedrijf: Bill Coleman, Ed Scott en Alfred Chuang.